# Tossal de l'Agustinet
El Tossal de l'Agustinet és una muntanya de 240 metres que es troba al municipi d'Alcoletge, a la comarca catalana del Segrià.